# Village Mystic
Village Mystic, född 21 september 2009, är en fransk varmblodig travhäst. Han tränades och kördes av sin ägare Louis Baudron.
Village Mystic började tävla i april 2012 och inledde med en galopp och tog därefter tre raka vinster. Han sprang under sin karriär in 844 420 euro på 44 starter, varav 12 segrar, 5 andraplats och 6 tredjeplats. Han tog karriärens största seger i Prix de Sélection (2013). Han vann även Prix de Tonnac-Villeneuve (2013), Prix Jules Thibault (2013) och Prix Octave Douesnel (2013). Han kom på andraplats i Prix Charles Tiercelin (2013), Prix de Geneve (2013), Critérium Continental (2013), Prix Jean Le Gonidec (2014), Prix Ovide Moulinet (2014) och på tredjeplats i Prix Éphrem Houel (2013), Prix Gaston Brunet (2013), Prix Louis Jariel (2014), Europeiskt femåringschampionat (2014), Prix de Bretagne (2015) och Prix du Bourbonnais (2015).

## Statistik
| Statistik för Village Mystic (Ref.) | Statistik för Village Mystic (Ref.) | Statistik för Village Mystic (Ref.) | Statistik för Village Mystic (Ref.) | Statistik för Village Mystic (Ref.) | Statistik för Village Mystic (Ref.) |
| ----------------------------------- | ----------------------------------- | ----------------------------------- | ----------------------------------- | ----------------------------------- | ----------------------------------- |
| Starter                             | Placeringar                         | Startprissumma                      | Segerprocent                        | Platsprocent                        | Rekord                              |
| 44                                  | 12-5-6                              | 844 420 euro                        | 27 %                                | 52 %                                | 1.11,1ak,                           |

### Större segrar
| År   | Lopp                      | Kusk          | Vinstbelopp | Grupp   |
| ---- | ------------------------- | ------------- | ----------- | ------- |
| 2013 | Prix de Tonnac-Villeneuve | Louis Baudron | 60 000 EUR  | Grupp 2 |
| 2013 | Prix de Sélection         | Louis Baudron | 120 000 EUR | Grupp 1 |
| 2013 | Prix Jules Thibault       | Louis Baudron | 54 000 EUR  | Grupp 2 |
| 2013 | Prix Octave Douesnel      | Louis Baudron | 54 000 EUR  | Grupp 2 |